# Samuel Gottlieb Müller

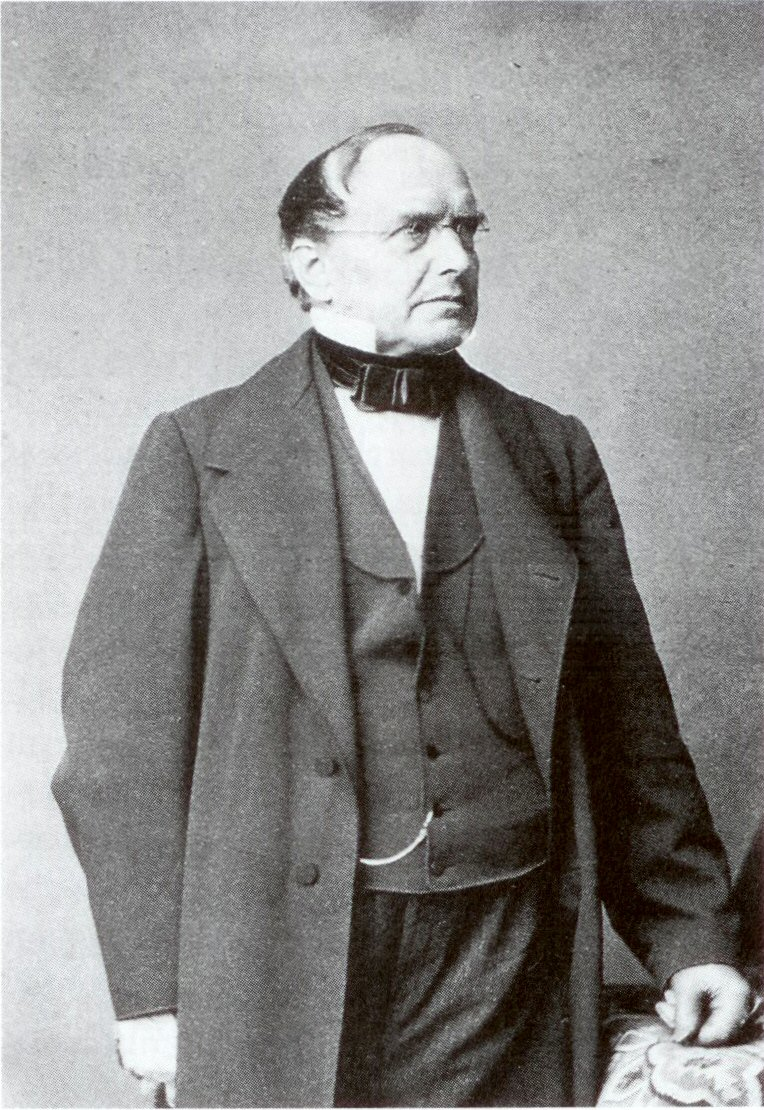
Samuel Gottlieb Müller

Samuel Gottlieb Müller (* 20. Januar 1802 in Frankfurt am Main; † 1. Dezember 1880 ebenda) war ein deutscher Jurist und Politiker.

## Leben und Werk
Müller studierte Rechtswissenschaft in Bonn und Heidelberg, wo er 1821 promoviert wurde. Er trat in die Justizverwaltung der Freien Stadt Frankfurt ein und wurde 1834 Stadtgerichtsrat, 1838 Stadtgerichtsvizedirektor, 1839 Stadtgerichtsdirektor und 1846 Appellationsgerichtsrat im Appellationsgericht Frankfurt am Main.
Seit 1833 war er in den politischen Gremien der Freien Stadt aktiv, unter anderem in der Gesetzgebenden Versammlung, deren Präsident er 1851 war, und im Senat der Freien Stadt Frankfurt. 1842 und 1844 wurde er zum jüngeren Bürgermeister gewählt, 1849, 1860 und 1863 zum Älteren Bürgermeister. 1848 war er Mitglied des Vorparlaments.
1861 bis 1866 vertrat er die Stadt als Gesandter beim Deutschen Bund. Er galt als geschickter, wenig prinzipientreuer Taktiker und Realpolitiker. Da er die preußischen Forderungen, die zum Deutschen Krieg führten, öffentlich kritisiert hatte, wurde er bei der Besetzung der Freien Stadt Frankfurt am 16. Juli 1866 in Arrest genommen und als Geisel in die Festung Köln gebracht, jedoch am 19. Juli gegen Verpfändung seines Ehrenwortes wieder freigelassen. Danach betrieb er eine vorsichtige Annäherung an die neuen Machthaber. Nach dem Freitod des Bürgermeisters Fellner am 24. Juli übernahm er auf Anordnung der preußischen Militärregierung am 27. Juli die Führung der städtischen Amtsgeschäfte. In dieser Eigenschaft führte er im August 1866 eine städtische Delegation, die im preußischen Hauptquartier in Brünn mit Bismarck und König Wilhelm I. verhandelte. Dabei eröffnete ihm Bismarck, dass die Annexion der Freien Stadt beschlossene Sache sei. Müller behielt diese Kenntnis jedoch für sich, was ihm nach der im September vom preußischen Landtag beschlossenen Annexion schwere Vorwürfe in weiten Kreisen der Frankfurter Bürgerschaft einbrachte.
Müller behielt sein Amt bis zur Konstituierung des ersten unter preußischer Herrschaft gewählten Magistrats am 27. Februar 1868. Anschließend zog er sich unter dem Eindruck der öffentlichen Meinung von der städtischen Politik zurück. Von 1874 bis zu seinem Tod war er Präsident des lutherischen Konsistoriums in Frankfurt. Ein Teil seines Nachlasses befindet sich im Institut für Stadtgeschichte.

## Familie
Gottlieb Samuel Müller heiratete im Jahre 1830 Susanna Wilhelmine Lochner (1800–1872), eine Schwester von Johann Friedrich Lochner. Ihre gemeinsame Tochter Susanna Christiane Friederike
war in 2. Ehe verheiratet mit Carl Peter Burnitz.